# Pasiphaea gelasinus
Pasiphaea gelasinus is een garnalensoort uit de familie van de Pasiphaeidae. De wetenschappelijke naam van de soort is voor het eerst geldig gepubliceerd in 1998 door Hayashi & Yaldwyn.